# Bakı Şəhər Halqası
Bakı Şəhər Halqası (ang. Baku City Circuit, poprzednio Baku Street Circuit) – tor wyścigowy w Azerbejdżanie. Obiekt znajduje się w Baku. Został zaprojektowany przez Hermanna Tilke.
W 2012 roku odbyła się impreza City Challenge. W ramach serii Blancpain Sprint Series od 2013 odbywa się wyścig Baku City Challenge. Konfiguracja toru w latach 2012–2013 została dwukrotnie zmieniona.
8 października 2014 roku została zaprezentowana pętla toru. Pierwsze Grand Prix Europy na tym torze odbyło się w 2016 roku. Od 2017 na torze w Baku odbywa się Grand Prix Azerbejdżanu.
Nieoficjalny rekord okrążenia został ustanowiony przez Charles’a Leclerca podczas kwalifikacji Grand Prix Azerbejdżanu w 2023 roku i wynosi on 1:40,203. Oficjalny rekord ustanowiony w czasie wyścigu przez Charles’a Leclerca, również w sezonie 2019, wynosi 1:43,009.

## Zwycięzcy wyścigów Formuły 1 na torze Bakı Şəhər Halqası
| Sezon | Wyścig                  | Kierowca         | Zespół                     |        |
| ----- | ----------------------- | ---------------- | -------------------------- | ------ |
| 2016  | Grand Prix Europy       | Nico Rosberg     | Mercedes                   | Wyniki |
| 2017  | Grand Prix Azerbejdżanu | Daniel Ricciardo | Red Bull Racing-TAG Heuer  | Wyniki |
| 2018  | Grand Prix Azerbejdżanu | Lewis Hamilton   | Mercedes                   | Wyniki |
| 2019  | Grand Prix Azerbejdżanu | Valtteri Bottas  | Mercedes                   | Wyniki |
| 2021  | Grand Prix Azerbejdżanu | Sergio Pérez     | Red Bull Racing-Honda      | Wyniki |
| 2022  | Grand Prix Azerbejdżanu | Max Verstappen   | Red Bull Racing-RBPT       | Wyniki |
| 2023  | Grand Prix Azerbejdżanu | Sergio Pérez     | Red Bull Racing-RBPT Honda | Wyniki |

Liczba zwycięstw (kierowcy):
- 2 – Sergio Pérez
- 1 – Valtteri Bottas, Lewis Hamilton, Daniel Ricciardo, Nico Rosberg, Max Verstappen

Liczba zwycięstw (konstruktorzy)
- 4 – Red Bull Racing
- 3 – Mercedes

Liczba zwycięstw (producenci silników):
- 3 – Mercedes
- 1 – TAG Heuer, Honda, RBPT, RBPT Honda